# Монтелеоне ди Пуля
Монтелео̀не ди Пу̀ля (на италиански: Monteleone di Puglia, на местен диалект Munteleòne, Мунтелеоне) е село и община в Южна Италия, провинция Фоджа, регион Пулия. Разположено е на 850 m надморска височина. Населението на общината е 1044 души (към 2010 г.).